# Surf City (Carolina del Nord)
Surf City és una població dels Estats Units a l'estat de Carolina del Nord. Segons el cens del 2008 tenia 2.057 habitants.

## Demografia
Segons el cens del 2000, Surf City tenia 1.393 habitants, 689 habitatges i 403 famílies. La densitat de població era de 128,1 habitants per km².
Dels 689 habitatges en un 12,6% hi vivien nens de menys de 18 anys, en un 51,5% hi vivien parelles casades, en un 4,9% dones solteres, i en un 41,4% no eren unitats familiars. En el 32,4% dels habitatges hi vivien persones soles el 7,7% de les quals corresponia a persones de 65 anys o més que vivien soles. El nombre mitjà de persones vivint en cada habitatge era de 2,02 i el nombre mitjà de persones que vivien en cada família era de 2,51.
Per edats la població es repartia de la següent manera: un 12,6% tenia menys de 18 anys, un 6,2% entre 18 i 24, un 25,4% entre 25 i 44, un 39,6% de 45 a 60 i un 16,3% 65 anys o més.
L'edat mediana era de 48 anys. Per cada 100 dones de 18 o més anys hi havia 104,7 homes.
La renda mediana per habitatge era de 40.521 $ i la renda mediana per família de 48.854 $. Els homes tenien una renda mediana de 36.600 $ mentre que les dones 30.000 $. La renda per capita de la població era de 25.242 $. Entorn del 9,9% de les famílies i el 15,4% de la població estaven per davall del llindar de pobresa.

## Poblacions més properes
El següent diagrama mostra les poblacions més properes.